# A-DNA
A-DNAまたはA型DNAは、DNAがとることのできる二重らせん構造の1つである。A-DNAは、B-DNA、Z-DNAともに生物学的活性のある3つの二重らせん構造のうちの1つであると考えられている。一般的なB-DNAに似た右巻き二重らせんであるが、B-DNAよりも短くコンパクトならせん構造であり、塩基対はらせん軸に対して直交していない。A型・B型のDNA構造はロザリンド・フランクリンによって発見され、命名された。彼女は脱水条件下でA型のDNA構造となることを示した。こうした条件はDNAの結晶の形成の際によく利用され、多くのDNAの結晶構造がA型構造である。同様のらせん構造は、RNAの二重らせんやDNA-RNAハイブリッドの二重らせんでもみられる。

## 構造
A-DNAは、主溝（major groove）と副溝（minor groove）を持つ右巻き二重らせんであるという点でB-DNAとよく似ている。しかしながら、下の比較表で示されているようにA-DNAはB-DNAと比較して、らせん1回転当たりの塩基対の数はわずかに多く（したがってねじれ角は小さくなる）、塩基対間の距離（rise per base pair）は小さい（したがって同じ長さの鎖から形成される二重らせんの長さは20–25%短くなる）。A-DNAの主溝は深くて狭く、一方で副溝は幅広く浅い。A-DNAはB-DNAよりも直径が大きく、らせん軸に沿ってより圧縮されたような見た目をしている。

## 一般的なDNAの形状の比較

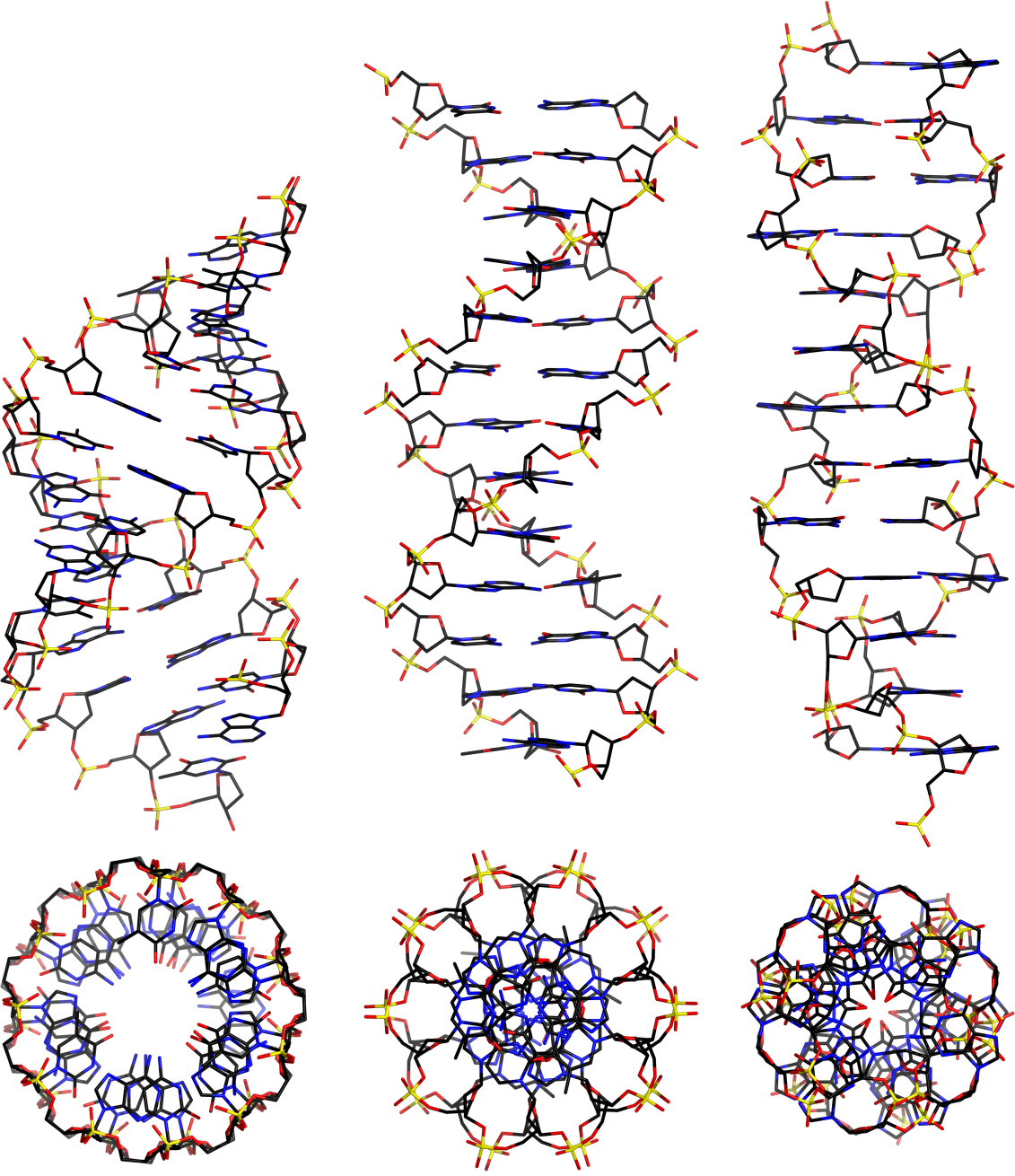
A-DNA、B-DNA、Z-DNAを側面と真上から見た図。

黄色の点はA-DNA、B-DNA、Z-DNAのらせん軸と塩基対との位置関係を示している。図の糖部分はZ-DNAのものであり、A-DNAとは立体配座が異なる。

|                                                    | A型              | B型               | Z型                      |
| -------------------------------------------------- | ---------------- | ----------------- | ------------------------ |
| らせんの巻き方                                     | 右巻き           | 右巻き            | 左巻き                   |
| 反復単位                                           | 1 bp             | 1 bp              | 2 bp                     |
| 1塩基対ごとの回転                                  | 32.7°            | 34.3°             | 30°                      |
| らせん1回転当たりの平均塩基対数                    | 11               | 10                | 12                       |
| らせん軸に対する塩基対の傾き                       | +19°             | −1.2°             | −9°                      |
| らせん軸に沿った塩基対間距離（rise/bp along axis） | 2.3 Å (0.23 nm)  | 3.32 Å (0.332 nm) | 3.8 Å (0.38 nm)          |
| らせん1回転当たりの距離（rise/turn of helix）      | 28.2 Å (2.82 nm) | 33.2 Å (3.32 nm)  | 45.6 Å (4.56 nm)         |
| 塩基対の平均プロペラねじれ角（propeller twist）    | +18°             | +16°              | 0°                       |
| グリコシド結合の結合角                             | anti             | anti              | C: anti, G: syn          |
| 糖の立体配座（sugar pucker）                       | C3′-endo         | C2′-endo          | C: C2′-endo, G: C3′-endo |
| らせんの直径                                       | 23 Å (2.3 nm)    | 20 Å (2.0 nm)     | 18 Å (1.8 nm)            |

## 生物学的機能
DNAの脱水は二重らせんをA型へ駆動し、この変化は極度の乾燥条件下で細菌のDNAを保護しているようである。また、桿状ウイルスの構造から示されているように、タンパク質の結合によってもDNAから溶媒が除去されてA型へ変換される。
バクテリオファージで2本鎖DNAを詰め込みを担うモーターはA-DNAがB-DNAよりも短いことを利用しており、DNAのコンフォメーション変化自体がモーターの大きな動力源となっていることが示唆されている。A-DNAがウイルスの生体モーターによる詰め込みの中間体であることの実験的証拠は2つの色素を用いたFRET測定から得られており、B-DNAは24%短くなったA型中間体構造をとることが示されている。このモデルでは、DNAを脱水したり再水和したりするタンパク質のコンフォメーション変化を駆動するためにATPの加水分解が利用され、DNAの伸縮サイクルがタンパク質によるDNA結合解離サイクルと共役することによってDNAがキャプシド内へ向かう運動が生み出されている。